# Fray (historieta)
Fray es un cómic de serie limitada en ocho entregas, una derivación futurista de la serie de televisión Buffy the Vampire Slayer. Escrito por el creador de Buffy, Joss Whedon, la serie sigue a una cazadora llamada Melaka Fray, una elegida en un momento donde los vampiros - llamados lurks - están volviendo a Nueva York, y la franja que separa a los ricos de los pobres es aún mayor. El volumen número uno está dibujado por Karl Moline - pincel - y Andy Owens - impresión.
La serie fue publicada por Dark Horse Comic al principio del 2001, con retrasos entre los seis primeros lanzamientos y los dos finales debido a los compromisos de Whedon con las televisión, durante el que Moline ilustró Route 666 para CrossGen Comics. Después del final de la serie en el 2003, se publicó un tomo con toda la colección publicado también en Dark Horse. 
En España, en noviembre de 2003 se publicó la colección de los 8 números costando $19.95, mientras que la edición limitada en tapa rústica se publicó con un precio de $79.95 en Dark Horse Comics.
En un pequeño vídeo promoviendo Equality Now Joss Whedon confirmó que «Fray aún no está incluido, Fray volverá. No diré más.» Esto fue repetido en 2007, durante el Comic Con donde Joss afirmó que «volvería definitivamente a ese mundo.» Fray aparece después como el personaje principal en la octava temporada en la historia cruzada, Time of your Life, hecha por Whedon y Moline.
La serie era casi cercana a la temporada séptima temporada de Buffy the Vampire Slayer que se emitía en ese momento, coincidiendo con la descripción de la Cazadora y sus orígenes, una mayor contribución a la expansión del universo canónico del Buffyverso donde Buffy the Vampire Slayer y otras historias relacionadas ocurren. Melaka Fray también aparece en la historia Tales, del mismo equipo cretivo en el antológico libro de historieras Tales of the Slayer.

## Personajes
- Melaka Mel Fray - una ladrona de 19 años y Cazadora de Vampiros. A diferencia de otras cazadoras, no tiene sueños proféticos de su destino o de las cazadoras previas, y ahora intenta averiguar cuál es su destino como cazadora.
- Harth Fray - hermano gemelo de Mel. Fue atacado por un vampiro durante un robo con Mel. Para salvar su vida, Harth bebe a propósito la sangre del vampiro, volviéndose un vampiro. Nunca ha pasado que una cazadora tuviera un gemelo y, además, que este tuviera los sueños proféticos de los que Mel carece.
- Erin Fray - hermana mayor de Mel. En lados opuestos ya que es policía y Mel una ladrona, Erin también culpó a Mel por la muerte de su hermano durante largo tiempo. Llegado el momento, en la gran batalla contra su hermano vampiro, las dos se reconcilian.
- Urkonn - un demonio que entrena a Mel como cazadora en lugar de su actual Vigilante - quien se inmola. Una amistad profunda crece de su dura relación mentor alumno, pero al final la traiciona matando a Loo. Después de derrotar a su hermano, Mel descubre la traición de Urkonn y lo onduce a una trampa, para matarlo.
- Loo - amigo de Mel, una chica con mutación, asesinada por Urkonn para motivar a Mel a enfrentarse a su hermano.
- Icarus - el vampiro que mató a Harth cuatro años antes; mató a Erin justo antes de la batalla final.

## Argumento
La historia es acerca de una Cazadora de Vampiros del futuro llamado Melaka Fray y su descubrimiento de lo que significa ser una cazadora. Cientos de años han pasado desde que la última cazadora fue llamada. Los demonios han sido borrados del planeta en algún momento del siglo 21 por una cazadora sin nombre y sus amigos, y el Consejo de Vigilantes ha evolucionado a un grupo de locos fanáticos. Los vampiros —llamados lurks— han regresado y habitan en la ciudad. Para combatir esta amenazada se llama a una nueva cazadora: una ladrona profesional llamada Melaka Fray. Con el Consejo de Vigilantes fuera de servicio, un grupo de demonios neutrales envían al demonio Urkonn para preparar a Melaka para la guerra que llega.

## Lanzamiento original

### Números
- Whedon, Joss (e), Moline, Karl (d), Owens, Andy (e), Stewart, Dave (col), Madsen, Michelle (let), Allie, Scott (ed). "Chapter One: Big City Girl" Fray (1) (junio de 2001), Dark Horse Comics (Segunda immpresión: 25 de julio de 2001)(Segunda impresión: 25 de julio de 2001)[5]

- Whedon, Joss (e), Moline, Karl (d), Owens, Andy (e), Stewart, Dave (col), Madsen, Michelle (let), Allie, Scott (ed). "Chapter Two: The Calling" Fray (2) (4 de julio de 2001), Dark Horse Comics (Segunda immpresión: 26 de diciembre de 2001)[6] (Segunda impresión: 26 de diciembre de 2001)[7]

- Whedon, Joss (e), Moline, Karl (d), Owens, Andy (e), Stewart, Dave (col), Madsen, Michelle (let), Allie, Scott (ed). "Chapter Three: Ready, Steady..." Fray (3) (1 de agosto de 2001), Dark Horse Comics (Segunda impresión: 26 de diciembre de 2001)[8] (Second printing: December 26, 2001)[9]

- Whedon, Joss (e), Moline, Karl (d), Owens, Andy (e), Stewart, Dave (col), Madsen, Michelle (let), Allie, Scott (ed). "Chapter Four: Out of the Past" Fray (4) (17 de octubre de 2001), Dark Horse Comics (Segunda impresión: 17 de octubre de 2001)[10] (Second printing: October 17, 2001)[11]

- Whedon, Joss (e), Moline, Karl (d), Owens, Andy (e), Stewart, Dave (col), Madsen, Michelle (let), Allie, Scott (ed). "Chapter Five: The Worst of It" Fray (5) (5 de diciembre de 2001), Dark Horse Comics[11] (Segunda impresión: 5 de diciembre de 2001)[12] (Second printing: December 5, 2001)[13]

- Whedon, Joss (e), Moline, Karl (d), Owens, Andy (e), Stewart, Dave (col), Madsen, Michelle (let), Allie, Scott (ed). "Chapter Six: Alarums" Fray (6) (27 de marzo de 2002), Dark Horse Comics[13] (Segunda impresión: 27 de marzo de 2002)[14] (Second printing: March 27, 2002)[15]

- Whedon, Joss (e), Moline, Karl (d), Owens, Andy (e), Stewart, Dave (col), Madsen, Michelle (let), Allie, Scott (ed). "Chapter Seven: The Gateway" Fray (7) (23 de abril de 2003), Dark Horse Comics[16]

- Whedon, Joss (e), Moline, Karl (d), Owens, Andy (e), Stewart, Dave (col), Madsen, Michelle (let), Allie, Scott (ed). "Chapter Eight: All Hell" Fray (8) (6 de agosto de 2003), Dark Horse Comics[17]

### Volumen
- Fray: Future Slayer (tapa blanda trade paperback collecting the miniseries, ISBN 1-56971-751-6, publicado el 26 de noviembre de 2003)

- Fray: Future Slayer (edició tapa dura del anterior trade paperback, ISBN 1-56971-992-6, publicado 26 de noviembre de 2003)

- Fray (Reeimpresión británica de la colección en tapa blanda, ISBN 1-84023-448-2, 19 de diciembre de 2003)

## Resumen de volumen
| Volumen 1 "Fray" | ISBN | Publicado                                                        |
| Volumen 1 "Fray" | ISBN 1569717516 | 8 de diciembre de 2003                                           |
| | |                                                                  |
| Contiene los capítulos: Chapter One: Big City GirlChapter Two: The CallingChapter Three: Ready, Steady...Chapter Four: Out of the PastChapter Five: The Worst of ItChapter Six: AlarumsChapter Seven: The GatewayChapter Eight: All Hell | Contiene los capítulos: Chapter One: Big City GirlChapter Two: The CallingChapter Three: Ready, Steady...Chapter Four: Out of the PastChapter Five: The Worst of ItChapter Six: AlarumsChapter Seven: The GatewayChapter Eight: All Hell | Tapa banda216 páginasEdición ilustrada25'908 x 17'018 x 1'016 cm |
| Es lo único canónica del «Buffyverso» que no está publicado en español. | |                                                                  |